# Künstlerische Bildung
Künstlerische Bildung ist ein kunstpädagogisches Konzept. Es begründet seine Zielsetzungen, Bildungsmethoden und -inhalte von der Kunst her. Von grundlegender Bedeutung für das Konzept sind Untersuchungen von Carl-Peter Buschkühle über Joseph Beuys und seinen Erweiterten Kunstbegriff.

## Wurzeln
Das Konzept der künstlerischen Bildung fußt wesentlich auf dem von Joseph Beuys entwickelten Erweiterten Kunstbegriff und auf Forschungen zum künstlerischen Denken.
Der Ausspruch „Jeder Mensch ist ein Künstler“ von Joseph Beuys bedeutet nicht, dass jeder die Fähigkeit zum Maler, Musiker oder Schauspieler hat, sondern dass jeder Mensch prinzipiell ein kreatives, zu schöpferischen Leistungen fähiges Individuum ist. Die schöpferischen Fähigkeiten jedes Einzelnen, so Beuys, gelte es zu bilden, damit sie im Dienste der Gesellschaft fruchtbar werden können. Dies formuliert Beuys im Konzept der Sozialen Plastik, die die Gesellschaft als einen dynamischen Organismus begreift, an dessen Form jeder Einzelne durch seine Aktivitäten mitgestaltet. Die Kunst sieht Beuys als ein wesentliches Feld, auf dem zentrale Eigenschaften des schöpferischen Denkens geschult werden können.
Künstlerisches Denken wird im Rahmen künstlerischer Bildung nicht als Gegensatz zu rationalen Denkprozessen verstanden. Stattdessen bezieht es rationale Elemente ein und setzt sie in Beziehung zu weiteren Fähigkeiten. In der Philosophie und Psychologie der Kunst wird dies meist in polaren Verhältnissen beschrieben wie Sinnlichkeit/Vernunft bei Immanuel Kant oder Mimesis/Rationalität bei Theodor W. Adorno.

## Konzept
Künstlerische Bildung strebt die Bildung eines komplexen, schöpferischen Denkens an und  bezeichnet im weiteren Sinn alle Weisen der Bildung auf dem Feld der Künste. Im Bereich der Kunstpädagogik bezeichnet der Begriff kunstdidaktische Positionen, die sich seit Ende der 1990er Jahre im deutschsprachigen Raum entwickelt haben.
Diese zielen darauf ab, „künstlerische Formen des Denkens in kunstdidaktischen Prozessen auszubilden, die künstlerische Handlungsweisen praktizieren.“ Darin liegt die Abkehr von einer reinen vermittlungsorientierten Kunstdidaktik, deren Fokus auf Erkenntnisgewinn, Erwerb von Kompetenzen und operationalisierbaren Zielen liegt. An deren Stelle tritt eine Wende hin zu künstlerischen Formen der Auseinandersetzung. Durch sie sollen Vermittlungs- und Handlungsprozesse kunstgemäß initiiert werden. Künstlerische Bildung sieht künstlerisches Denken und Handeln als Basis für Formen und Inhalte kunstpädagogischer Tätigkeiten. Das Konzept bewegt sich dabei immer in einem großen Spannungsfeld von Polaritäten, z. B. zwischen Theorie und Praxis eines künstlerischen Projekts oder Arbeitsformen wie Recherche, Konstruktion und Transformation. Diese Polaritäten eröffnen Spielräume eines werkorientierten Arbeitens, worin Selbstständigkeit, eigenständiges Lernen, experimentelle Problemlösung, kritische Reflexion von Kontexten, kreatives Denken und Handeln zu erfahren und zu fördern sind.
Eigenschaften des künstlerischen Denkens und Handelns sind jedoch nicht auf die Kunst zu beschränken. Als Bildung möglichst komplexer und schöpferischer Denkfähigkeiten zielt künstlerische Bildung letztlich auf die Befähigung zur Lebenskunst. Damit ist die Fähigkeit und die Herausforderung jedes Einzelnen gemeint, in heterogenen gesellschaftlichen und kulturellen Verhältnissen selbstverantwortlich im Rahmen der gegebenen Möglichkeiten sein Leben gestalten zu können. Das Individuum muss beispielsweise auf Veränderungen durch Globalisierung und Transkulturalität reagieren. Künstlerische Bildung strebt die möglichst umfassende Förderung schöpferischer Kräfte an. Dabei ist die Spannweite der möglichen Auseinandersetzungen so weit wie die Arbeitsweisen der Kunst. Sie reichen von der gestalterischen Arbeit in Materialien bis zu thematischen Auseinandersetzungen, die z. B. gesellschaftliche Problemstellungen zum Gegenstand haben.
Das didaktische Konzept der künstlerischen Bildung lässt sich in verschiedene Elemente untergliedern: Die Strukturelemente, die im Wesentlichen das künstlerische Projekt staffeln, die operativen Elemente, die sich in drei methodischen Arbeitsformen unterscheiden lassen, und die Elemente des künstlerischen Denkens als Zielperspektive.

## Strukturelemente
Als Praxis künstlerischer Bildung stehen künstlerische Projekte im Mittelpunkt. Diese enthalten die drei Strukturelementen Induktion, Experiment und Kontextualität, die im Werkprozess in einem fortlaufenden Wechselspiel stehen
- Induktion bezeichnet einen weitgehend offenen Einstieg in ein Thema. Das Ziel ist, jedem Lernenden einen möglichst individuellen Weg der Auseinandersetzung zu ermöglichen. Dies soll in einem möglichst ausgewogenen Verhältnis von erforderlichen Voraussetzungen und Anforderungen des Themas auf der einen und der Eröffnung von Freiräumen persönlicher Auseinandersetzung durch die schöpferisch Lernenden auf der anderen Seite geschehen.
- Experiment meint die möglichst individuelle inhaltliche und gestalterische Auseinandersetzung mit dem Thema. Es bedarf der kritischen Reflexion und gegebenenfalls der gezielten Recherche von Sachverhalten sowie bei Bedarf der Übung technischer Fertigkeiten.
- Kontextualität bezieht sich einerseits auf die Einbeziehung bedeutsamer Kontexte in die je individuelle Bearbeitung eines Themas, was durch Recherchen sowie die konstruktive Reflexion relevanter, gegebenenfalls auch interdisziplinärer Teilaspekte geschehen kann. Andererseits beschreibt der Begriff die interne Beziehung der einzelnen Phasen der gestalterischen und inhaltlichen Arbeit im künstlerischen Projekt, deren Ziel es ist, dass die thematische Auseinandersetzung zunehmend vertieft und differenziert wird.

Je nach Themenstellung sind die relevanten Kontexte in künstlerischen Projekten interdisziplinär. Dies stellt eine Herausforderung der Lehrenden und Lernenden dar, ein Thema in größeren Zusammenhängen zu denken und in künstlerischen Darstellungen daraus je persönliche Positionen zu formulieren. Als solchermaßen Wissen und Gestaltung verbindendes Lernen stellt künstlerischer Bildung ein alternatives Lernprinzip dar. Interdisziplinäre künstlerische Projekte eröffnen hier Möglichkeiten fächerübergreifenden Lernens.

## Methoden
Das künstlerische Projekt ist prozess- und werkorientiert. Alle sukzessiv sich entwickelnden Lernprozesse finden im Rahmen der themenorientierten Gestaltungsarbeit statt. Es lassen sich drei methodische Arbeitsformen bzw. operative Elemente unterscheiden, die im ständigen Wechsel praktiziert werden.
- Recherche bezeichnet die gezielte Informationssuche anhand von Quellen z. B. aus dem Internet, aus der Analyse von Bildern oder Texten. Ebenso können handwerkliche Erprobungen, Wahrnehmungs- und Beobachtungsaufgaben Gegenstände der Recherche sein.
- Konstruktion benennt das konstruktive Zusammendenken disparater Teilaspekte, die aus der Recherche gewonnen wurden. Dies schließt die kritische Reflexion ein, worin die Lernenden ihre eigene Haltung zum Gegenstand entwickeln.
- Transformation, die Arbeit am Werk, ist der Kernbereich des Lernprozesses in künstlerischen Projekten. Die Gestaltungsarbeit veranlasst die Lernenden dazu, Position zum Thema zu beziehen und diese im Werk auszuformulieren. Transformation bedeutet, etwas Neues, Eigenes, eine Wirklichkeit eigener Art zu schaffen, die auf eigenen Erfahrungen und Erkenntnissen beruht. Dabei geht es weder um objektivierende Darstellungen wie z. B. in wissenschaftlichen Dokumentationen, noch um rein subjektive Ausdruckweisen. Der Werkprozess übt seine entscheidende Bildungswirkung vielmehr dadurch aus, dass er materialgerechtes Arbeiten, adäquate Anwendung von Techniken sowie sachgemäße Auseinandersetzung mit dem Thema verlangt. Insofern übt das entstehende Werk eine objektivierende Wirkung aus. Um diesen Ansprüchen des Werkes gerecht zu werden, muss eine einfühlsame sinnliche Wahrnehmung geübt werden, die in die Lage versetzt, den Ausdruck und die Aussagekraft der entstehenden Form zu erfassen und zu beurteilen. Daraus folgen gegebenenfalls Impulse, die weiterführende Recherchen hinsichtlich der Inhalte oder hinsichtlich formaler oder technischer Umsetzungen verlangen.

## Ziele
Das übergeordnete Ziel künstlerischer Bildung ist die Übung des künstlerischen Denkens. Dieses gliedert sich in mehrere Teilbereiche, die miteinander in enger Beziehung stehen:
- Einfühlsame Wahrnehmung
- Kritische Reflexion
- Eigenständige Imagination
- Schulung des Willens
- Handwerkliche Fertigkeiten[6]

Künstlerische Produktion und Rezeption erfordern eine einfühlsame Wahrnehmung von Form, Material, Ausdruck und Prozessen als Basis für angemessene Erfahrungen, Erkenntnisse und Handlungen. Kritische Reflexion übt nicht nur ein Denken in größeren Zusammenhängen, die in einer Problemstellung relevant sind, sondern bezieht auch die eigene Person und ihre Haltung zum Gegenstand mit ein. Imagination ist erforderlich, um Werke zu schaffen, aber auch um Kunstwerke oder andere Bilder bzw. Phänomene in ihren potenziellen Kontexten zu erfassen. Als Vorstellungsvermögen aktiviert die Imagination die Erinnerung, aber zugleich ist sie das Vermögen, etwas Zukünftiges, noch nicht Realisiertes zu antizipieren. Die Übung einfühlsamer Wahrnehmung, kritischer Reflexion und eigenständiger Imagination werden in der künstlerischen Bildung als Ziele verstanden, die nicht nur in der Kunst im engeren Sinne wirksam sind, sondern grundlegende Fähigkeiten darstellen für die persönliche und gesellschaftliche Lebensgestaltung des Subjekts.
Einfühlsame Wahrnehmung und kritische Reflexion sind für das Erfassen und Handeln in sozialen Bezügen ebenso wesentlich wie z. B. für ein kompetentes Verhalten in den Einflüssen der Medienkultur. Die Einbildungskraft ermöglicht es, Vorstellungen von Zusammenhängen und Folgen von Vorgängen zu bilden und ist von daher eine wesentliche Fähigkeit für die Gestaltung zukünftiger Prozesse. Werke oder Bilder zu analysieren, insbesondere aber Werke zu gestalten, übt den Willen und damit die Fähigkeit, selbst Verantwortung für das eigene Handeln zu übernehmen. Handwerkliche Fertigkeit vermittelt zwischen geistigen Operationen und ausführendem Handeln. Es stellt das Vehikel dar, mittels dessen Wahrnehmung, Reflexion, Imagination und Willensanstrengung zu angemessenen Realisierungen im Austausch mit dem Gegenstand kommen können.
Künstlerische Bildung teilt die in der Kunstpädagogik weit verbreitete Zielsetzung, durch die Schulung kritischer Wahrnehmung sowie Übungen in gestalterischer Praxis einen kompetenten Umgang in der Rezeption und Produktion von Bildern zu ermöglichen. Sie bezieht solche Ansätze ein, hält sie aber als übergreifende Zielsetzungen für nicht ausreichend. Mit der Förderung der Fähigkeiten eines komplexen, künstlerischen Denkens zielt sie auf die Bildung der Person. Darin ist sie einer humanistischen Bildung verbunden, in der der Erwerb und die Reflexion von fächerübergreifendem Wissen sowie der reflektierte und verantwortliche Einsatz dieses Wissens durch das gesellschaftlich handlungsfähige Subjekt im Mittelpunkt stehen. Insofern steht künstlerische Bildung der Entwicklung einer kompetenzorientierten Lehr- und Lernauffassung kritisch gegenüber, sofern diese Persönlichkeitsbildung auf die pragmatische Ausbildung situationsrelevanter Fähigkeiten reduziert.

## Rezeption
Das Konzept der künstlerischen Bildung wird kontrovers rezipiert. Franz Billmayer kritisiert beispielsweise, dass Kunstunterricht sich nicht mehr über die Kunst selbst legitimieren könne, denn Kunst sei das Ergebnis sozialer Übereinkünfte und bezeichne nur einen verschwindend geringen Teil aller Bilder. Gerade aber den populären Bildern in den Medien solle qualifiziert begegnet werden. Von diesen seien Kinder und Jugendliche besonders geprägt. Künstlerische Bildung gehe hier zu stark einem idealistischen Gedanken nach und fokussiere zu sehr das Außergewöhnliche der Kunst.
Hubert Sowa warnt vor ethischen Missverhältnissen. Denn die Praktiken von Künstlern oder Elemente des Zerstörerischen auf kultureller, gesellschaftlicher und subjektiver Ebene, die vereinzelt und in einem gewissen Maß Bestandteil künstlerischer Projekte sein können, seien oftmals alles andere als erzieherisch wertvoll.